# Krasilnikowo (osiedle)
Krasilnikowo (ros. Красильниково) – osiedle w Rosji, w obwodzie kostromskim, w rejonie galiczskim. W 2010 liczyło 252 mieszkańców.